# Thomas Linke (Schauspieler)
Thomas Linke (* 1965 in Bautzen) ist ein deutscher Film- und Theaterschauspieler sowie Hörspiel- und Synchronsprecher.

## Leben
Nach dem Abschluss der mittleren Reife studierte Linke zuerst Landwirtschaft, was er als Diplomlandwirt abschloss. Anschließend folgte ab 1990 das Schauspielstudium in Hamburg. Im Anschluss war er als Film- und Theaterschauspieler sowie als Sprecher tätig. Weiterhin hält Linke regelmäßig Lesungen ab. Dabei wirkte er an verschiedenen Orten, wie beispielsweise München, Berlin, Wien, Innsbruck, Hamburg, Lübeck und auf der Insel Rügen.
Aktuell ist Linke am Berliner Kriminal Theater engagiert.

## Filmografie (Auswahl)
- 1998: Marienhof
- 1998: Die Wache
- 2009: Kabale und Liebe unplugged
- 2009: Gletscherblut
- 2009: Geschichte Mitteldeutschlands